# Lophiodes
Lophiodes es un género de peces que pertenece a la familia Lophiidae, del orden Lophiiformes.

## Especies
Especies reconocidas:
- Lophiodes beroe J. H. Caruso, 1981
- Lophiodes bruchius J. H. Caruso, 1981
- Lophiodes caulinaris Garman, 1899
- Lophiodes endoiH. C. Ho & K. T. Shao, 2008[2]
- Lophiodes fimbriatus Saruwatari & Mochizuki, 1985
- Lophiodes gracilimanus Alcock, 1899
- Lophiodes insidiator Regan, 1921
- Lophiodes iwamotoi H. C. Ho, Séret & K. T. Shao, 2011[3]
- Lophiodes kempi Norman, 1935
- Lophiodes maculatus H. C. Ho, Séret & K. T. Shao, 2011[3]
- Lophiodes miacanthus C. H. Gilbert, 1905
- Lophiodes monodi Y. Le Danois, 1971
- Lophiodes mutilus Alcock, 1894
- Lophiodes naresi Günther, 1880
- Lophiodes reticulatus J. H. Caruso & Suttkus, 1979
- Lophiodes spilurus Garman, 1899
- Lophiodes triradiatus Lloyd, 1909[4]

### Lectura recomendada
- Nelson, Joseph S. 1994. Fishes of the World, Third Edition. xvii + 600.
- Spec. Bull. U.S. Nat. Mus. (quart. ser. no. 2), 1895, 537.